# Blinker
Blinker is een Belgische familiefilm uit 1999 gebaseerd op het boek Blinker en de bakfietsbioscoop van Marc de Bel. De regie is van Filip Van Neyghem. De hoofdrollen zijn voor Joren Seldeslachts en Melissa Gorduyn.
In 2000 kwam er het eerste vervolg Blinker en het Bagbag-juweel.

## Verhaal
Kruisem. Blinker geniet samen met zijn vrienden Jonas, Mats en zijn hond Sadee van een zalige zomervakantie. Tijdens een van hun zwempartijtjes in de vijver van het kasteelpark raakt Blinker onder water verstrikt in een ketting. Wanneer hij zich uit alle macht probeert te bevrijden, meent hij op de bodem een doodshoofd te zien. Eens op het droge vertelt Blinker opgewonden over een lijk op de bodem van de vijver, maar niemand gelooft hem. Ondertussen is zijn vriendin, Nelle, aangekomen in het dorp. Het dorpsfeest is in aantocht en de toneelrepetities zijn van start gegaan. Ook besluit Blinker mee te doen aan een uitvinderwedstrijd.  Maar wanneer de hond van Jonas en Sadee verdwijnt komt de herinnering van het doodshoofd terug in zijn hoofd en gaat Blinker samen met zijn vrienden op onderzoek uit.

## Rolverdeling
| Acteur                | Personage                 |
| --------------------- | ------------------------- |
| Joren Seldeslachts    | Blinker                   |
| Melissa Gorduyn       | Nelle                     |
| Benny Claessens       | Mats                      |
| Saskia Aelen          | Vicky                     |
| Matthias Meersmans    | Jonas                     |
| Warre Borgmans        | Paps                      |
| Els Olaerts           | Mams                      |
| Chris Lomme           | Oma                       |
| Mieke Verheyden       | Juffrouw Slick            |
| Nathalie Meskens      | Ellen                     |
| Kristof Verhassel     | Red Vampire               |
| Han Coucke            | Red Vampire               |
| Tim van Hoecke        | Red Vampire               |
| Luk D'Heu             | Boswachter                |
| Gerda Tilman          | Barones                   |
| Eric Broeckx          | Meester Alex              |
| Benjamin Van Tourhout | Peter                     |
| Sjarel Branckaerts    | Mijnheer Strepers         |
| Marc de Bel           | Uitbater spullenwinkeltje |
| Jelle Cleymans        | Steef                     |
| Senne Dehandschutter  | Frankie                   |
| Walter Van Roy        | Oom                       |
| Edith Van De Schoor   | Tante                     |
| Guy Bernaert          | Burgemeester              |